# West Bowman, Bắc Dakota
West Bowman là một lãnh thổ chưa tổ chức thuộc quận Bowman, tiểu bang Bắc Dakota, Hoa Kỳ. Năm 2010, dân số của nơi này là 104 người.